# Warmbüchenstraße 16

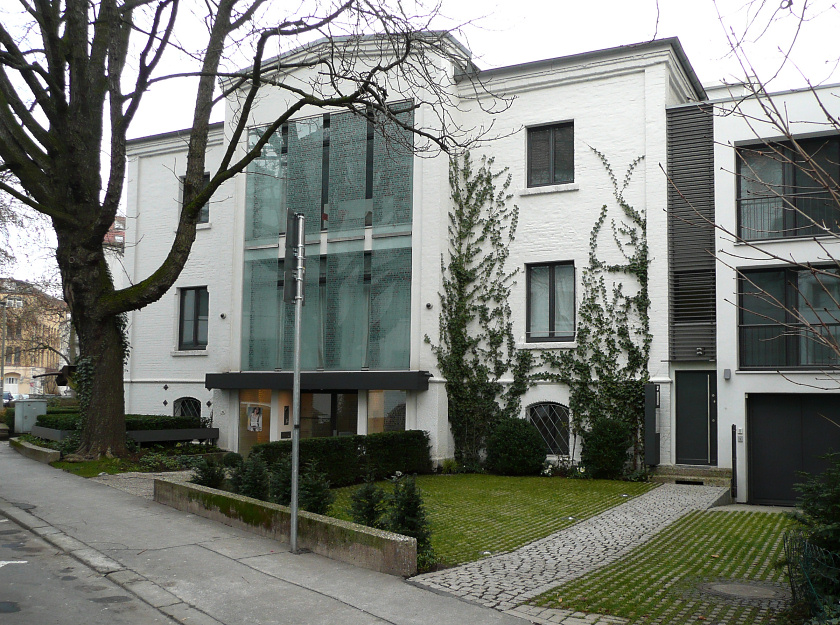
Die Villa mit altem Baum im Vorgarten im Jahr 2009 als Sitz der Stiftung Ahlers Pro Arte

Die Villa in der Warmbüchenstraße 16 in Hannover ist ein in der frühen Nachkriegszeit an Stelle eines beschädigten Vorgängerbaus wiedererrichtetes Gebäude, das 1948 von der Kestnergesellschaft als neuer Sitz bezogen wurde. Dort feierte der Kunstkreis seine Wiedereröffnung im selben Jahr mit einer Ausstellung von Werken des Malers Emil Nolde, die während der Zeit des Nationalsozialismus als entartete Kunst diffamiert worden waren.

## Geschichte
Ende des 19. Jahrhunderts ging die Immobilie, seinerzeit noch unter der Hausnummer 8, im Todesjahr des ehemaligen Reichstagsabgeordneten und hannoverschen Worthalters, Geheimen Regierungsrats Ludwig Brüel durch Eintragung in das Grundbuch am 9. Mai 1896 an dessen Tochter Marie Brüel über, die das Haus anschließend auch selbst bewohnte.
Bis 1997 war „das historisch bedeutende Gebäude“ mit seiner bewegten Kulturgeschichte Sitz der Kestnergesellschaft und von 2006 bis Herbst 2016 Sitz der Stiftung Ahlers Pro Arte.